# Rietumu-Delfin/Saison 2015
Dieser Artikel listet Erfolge und Fahrer des Radsportteams Rietumu-Delfin in der Saison 2015 auf.

## Erfolge in der UCI Asia Tour
In den Rennen der Saison 2015 der UCI Asia Tour gelangen die nachstehenden Erfolge.
| Datum                     | Rennen                       | Kat. | Sieger          |
| ------------------------- | ---------------------------- | ---- | --------------- |
| 2. Oktober                | 1. Etappe Tour of China I    | 2.1  | Armands Becis   |
| 2. November               | 3. Etappe Tour of Borneo     | 2.2  | Krists Neilands |
| 4. November               | 5. Etappe Tour of Borneo     | 2.2  | Peeter Pruus    |
| 31. Oktober – 4. November | Gesamtwertung Tour of Borneo | 2.2  | Peeter Pruus    |

## Zugänge – Abgänge
| Zugänge               | Team 2014                         | Abgänge            | Team 2015            |
| --------------------- | --------------------------------- | ------------------ | -------------------- |
| Artūrs Belevics       | Neoprofi                          | Andžs Flaksis      | Hincapie Racing Team |
| Lars Pria             | Bike Aid-Ride for Help            | Sjarhej Papok      | Minsk Cycling Club   |
| Deins Kanepejs        | Alpha Baltic - Unitymarathons.com | Edgaras Kovaliovas | Differdange-Losch    |
| Aleksandrs Rublevskis |                                   | Andrejs Podans     | Unbekannt            |
| Valters Cakss         |                                   |                    |                      |
| Tomas Vaitkus         | Orica GreenEdge (2013)            |                    |                      |
| Karl-Arnold Vendelin  |                                   |                    |                      |
| Reijo Puhm            |                                   |                    |                      |

## Mannschaft
| Name                 | Geburtstag       | Nationalität |
| -------------------- | ---------------- | ------------ |
| Uldis Alitis         | 25. Juli 1983    | Lettland     |
| Armands Bēcis        | 16. Januar 1991  | Lettland     |
| Artūrs Belevics      | 3. Februar 1996  | Lettland     |
| Valters Cakss        | 8. April 1996    | Lettland     |
| Deins Kanepejs       | 5. Oktober 1995  | Lettland     |
| Emīls Liepiņš        | 29. Oktober 1992 | Lettland     |
| Krists Neilands      | 18. August 1994  | Lettland     |
| Lars Pria            | 31. Januar 1983  | Rumänien     |
| Peeter Pruus         | 16. Juli 1989    | Estland      |
| Reijo Puhm           | 2. Februar 1990  | Estland      |
| Andris Smirnovs      | 6. Februar 1990  | Lettland     |
| Dimitri Sorokin      | 6. Juni 1982     | Russland     |
| Tomas Vaitkus        | 4. Februar 1982  | Litauen      |
| Karl-Arnold Vendelin | 4. November 1996 | Estland      |
| Andris Vosekalns     | 26. Juni 1992    | Lettland     |